# Heteromeringia flaviventris
Heteromeringia flaviventris är en tvåvingeart som beskrevs av Mitsuhiro Sasakawa 1966. Heteromeringia flaviventris ingår i släktet Heteromeringia och familjen träflugor. Inga underarter finns listade i Catalogue of Life.